# Pierre Doriole
Pierre Doriole (1407 - 1485) est un homme d'État français, maire de La Rochelle en 1451 et en 1456, et chancelier de France sous Louis XI de 1472 à 1483.

## Biographie
Pierre Doriole est le fils de Jean Doriole, seigneur de Loiré-en-Aunis, maire de La Rochelle, et de Colette Duguécharrox. Marié à Colette Lureau puis à Charlotte de Bar (sœur de Denis de Bar), il est le beau-père de Jean Bérard, seigneur de Bléré et de Chissay, maire de La Rochelle, de Guillaume Savary et de Joachim Girard, seigneur de Bazoges-en-Pareds.
Maire de La Rochelle en 1451 et en 1456, il fut également chancelier de France sous Louis XI de 1472 à 1483. Il accomplit plusieurs missions en pays étrangers. Pierre Doriole rédigea pour le roi un mémoire concernant les importations d'épices en France. La thèse présentée montrait qu’il fallait maintenir la défense de laisser entrer des épiceries dans le royaume par la voie des étrangers. Il soutenait que la position de la France devait rendre la marine de ce royaume excellente ; qu’elle avait déjà assez de vaisseaux pour le commerce, et qu’elle pouvait gagner quatre cent mille écus que les Vénitiens emportaient du royaume par le débit de leurs épiceries. Quand le roi le remercia, il lui accorda une pension de 4 000 livres. 
En 1483, Charles VIII le nomma premier président de la Chambre des comptes.

Voici ce qu'a écrit de lui l'historien Louis-Étienne Arcère de l'Oratoire, de l'Académie royale des belles-lettres de La Rochelle, dans son Histoire de la ville de La Rochelle et du pays d'Aulnis, de 1754 :
« Pierre Doriole naquit à la Rochelle au début du XVe siècle. Il était fils de Jean Doriole, rochelais licencié en droit et Seigneur de Loiré-en-Aunis, homme respectable que la confiance et l'estime de ses concitoyens élevèrent quatre fois à la première magistrature municipale.

Pierre Doriole parvint comme son père à la mairie, mais il alla bien plus loin dans la carrière des honneurs. Il obtint ses premiers emplois sous le règne d'un Prince, dont la prudence était presque toujours éclairée dans la distribution des grâces. Doriole étant maire de la Rochelle, fut député à la cour, il s'y attacha avec ferveur et en vint aux affaires. Il devint successivement général des finances, maître des Comptes et Chancelier : 
Louis XI l'employa fort souvent à d'importantes négociations. Citoyen d'une ville qui doit sa naissance et sa splendeur au commerce et aux échanges maritimes, Doriole possédait en lui les grands principes de cet art qui font valoir l'industrie, augmentent les trésors d'un État, et mettent en œuvre le crédit, ce fonds précieux de confiance et d'opinion, aussi utile que des richesses réelles. 
Doriole en 1468 (il a alors 61 ans), adressa au Roi un mémoire dans lequel il démontrait la nécessité et les avantages de l'interdiction qui avait été faite, de laisser entrer les épices par le canal des entreprises étrangères. Il précisa que la position des côtes du Royaume était extrêmement favorable au trafic maritime et qu'elles ouvraient, de toutes parts, des ports à nos navigateurs. C'était à ceux-ci qu'il revenait de se charger du transport et de l'importation des denrées étrangères, et surtout des épices, un marché qui rapportait chaque année aux Vénitiens un bénéfice de quatre cent mille écus !
Par un autre mémoire, Doriole informa le Roi, des maux que causaient dans les provinces, ces troupes errantes d'hommes sans patrie, sans demeures, sans lois, libertins cyniques, indigents, parce fuyant le travail, et perturbant ensuite les ressources du travail par de continuels brigandages
En 1469, Doriole travailla au procès du Cardinal Balue, ce ministre perfide qui se présenta aux yeux de la postérité, couvert de l'infamie de ses crimes. Ses biens furent confisqués et ses livres donnés à Doriole. 
En 1471, celui-ci était attaché auprès du Duc de Bourgogne pour y conclure un traité, bien difficile à terminer entre deux Princes (celui de Bourgogne et celui de Bretagne), trop ennemis pour penser de bonne foi à vivre en paix.
En 1473,  Doriole fut envoyé vers le Duc de Bretagne, au sujet des différends qui divisaient le Roi et ce Prince. 
Quelques années après, cet illustre Rochelais rendit à l'État un Service immortel :
Louis XI voulait empêcher l'union du Roi d'Angleterre et de la Duchesse Douairière de Bourgogne. Il ne pouvait douter des projets obscurs que les agents de cette princesse formaient contre lui. Il voulait connaître tous les détails de ces sourdes manœuvres. Doriole lui parut le seul homme capable de s'acquitter habilement de cette mission. Le Roi ordonna donc au Chancelier d'aller trouver l'ambassadeur d'Angleterre, et de tâcher de mieux le comprendre. Doriole dénoua adroitement l'intrigue, et fit si bien auprès de l'ambassadeur, qu'il engagea ce ministre à agir dans l'esprit de son maître en faveur de la France, et à lui faire signer le 13 février 1478, la prolongation de la trêve pour cent ans, trêve qui doit être admirée comme un chef-d'œuvre en matière de politique. 
Par la suite, Doriole présida successivement au jugement de Louis de Luxembourg Comte de Saint Pol, Connétable de France, à l'arrêt de condamnation de Jean Duc d'Alençon, et à celui de Jacques d'Armagnac Duc de Nemours.
Après la mort du Duc de Bourgogne, plusieurs villes de Picardie s'étant soumises au Roi, Doriole eut ordre d'aller à Arras, faire prêter aux peuples le serment de fidélité. Il fut encore l'un des commissaires qui réglèrent les intérêts de la France et de la Bretagne en 1477. En 1480 ces mêmes commissaires négocièrent pour le Roi l'achat de Châtel-sur-Mozelle cédée par le Roi de Sicile, Duc de Lorraine.
Tant de services rendus si longtemps à l'État, semblaient mettre Pierre Doriole à l'abri d'une révolution de fortune. Le Roi qui l'avait élevé au rang de Chancelier, l'en fit descendre. Le grand âge de ce magistrat ne lui permettait plus de travailler avec autant d'ardeur qu'autrefois, ç'en fut, dit-on, la cause. Comme si les honneurs accordés au mérite, à la longueur du travail et au zèle qui face à son impuissance même, devaient ne pas être prolongées. Vraisemblablement ce ne fut là qu'un prétexte. Louis XI dans les noirs accès de sa mélancolie entretenue par son mal, et par la crainte d'une mort éminente, ne se nourrissait plus que de soupçons et de défiances. Dans ces moments critiques, son entourage aura su desservir le chancelier. Il était trop élevé pour n'avoir pas des jaloux, et trop honnête homme pour être constamment heureux.
Quoi qu'il en soit, Louis XI pour faire voir qu'en ôtant à Doriole son emploi, il voulait moins le dépouiller, que le décharger d'un trop pesant fardeau, le pourvut de la charge de premier président des Comptes, charge que Doriole n'exerça pas longtemps, ce magistrat mourut le 14 septembre 1485.

Doriole connaissait parfaitement les lois, les usages et le droit public, connaissances nécessaires à ces hommes qui sont destinés par état à discuter les intérêts des Souverains et à diriger les destinées des Empires. Son grand talent fut celui de l'intuition qui lui appris à connaître les hommes qu'il démêlait presque sans effort... »

## Hommages
Pierre Doriole a laissé son nom à la rue Doriole et au lycée professionnel de La Rochelle.
Une statue de Doriole a été érigée dans les parcs de La Rochelle.

## Source
- Louis-Étienne Arcère, Histoire de la ville de La Rochelle et du pays d'Aulnis, Volume 1, 1754